# Сегедій Іван Антонович
Сегедій Іван Антонович (1765—1813) — український землемір, за походженням угорський дворянин.

#### Посади
Службовець Азовської межової експедиції (09.06.1781—08.02.1785), канцелярський служитель (09.02.1785—20.03.1789), столоначальник (21.03.1789—15.04.1793) Бахмутського повітового суду; помічник бахмутського повітового землеміра (16.04.1793—13.06.1798), бахмутський повітовий землемір (14.06.1798—13.06.1801), землемір при Новоросійській губернській креслярні (14.06.1801—06.07.1802), єлисаветградський повітовий землемір (призначений указом Межового департаменту Сенату від 07.07.1802 — вересень 1813). 

#### Чини
Кадет (09.06.1777-22.03.1797), губернський реєстратор (23.03.1797—30.12.1799), колезький реєстратор (31.12.1799—30.12.1802), губернський секретар (31.12.1802—1805).

#### Службова діяльність
Брав участь у проведенні митного ланцюга з Оттоманською Портою, розмежуванні Катеринославської губернії з Чорноморським і Донським козацькими військами (1790-і); складанні кількох генеральних атласів і карт Катеринославського намісництва, Новоросійської і Херсонської губерній. Часто залучався до виконання архітектурних робіт. В рамках проекту поділу Херсонської губернії на сім повітів склав відомості про чисельність населення Єлисаветградського повіту Херсонської губернії за 6-ю ревізією (1812—1813).

#### Сімейний та матеріальний стан
Одружений; дочка Надія (бл. 1787 р. н., одружена з катеринославським губернським архітектором Насеткіним М. П. Власник 6 кріпосних при с. Грузьке Бахмутського повіту Катеринославської губернії (1805).